# Juan Manuel Galán
Juan Manuel Galán Pachón (Bogotá, 29 de julio de 1972) es un politólogo, internacionalista y político colombiano, exmilitante del Partido Liberal Colombiano y miembro del partido Nuevo Liberalismo, fundado por su padre, del cual es su director desde 2021.
Ha sido elegido por tres periodos consecutivos para integrar el Senado de Colombia. Fue precandidato, sin éxito, a la presidencia de Colombia en la Coalición Centro Esperanza, por el Nuevo Liberalismo, que fundó su padre en 1979 como fugaz disidencia del liberalismo oficial.

## Biografía
Juan Manuel Galán nació en Bogotá, el 29 de julio de 1972, en el seno de una familia de la aristocracia emergente, cuando su padre era ministro de educación de Colombia, durante el gobierno de Misael Pastrana Borrero. De hecho Galán era y es hasta la fecha, el ministro más joven de la historia de Colombia.
Días después, el 1 de agosto, su padre fue enviado a Italia como embajador; Juan Manuel pasó allí sus primero cuatro años de infancia, hasta 1976, cuando la familia regresó a Colombia, por las intenciones electorales del expresidente Carlos Lleras Restrepo, amigo y padrino político de su padre. Pese a que Lleras perdió la nominación en marzo de 1978, Galán emergió como un político joven y renovación del liberalismo, a través de la disidencia Nuevo Liberalismo, que fundó en 1979 con el auspicio de Lleras.
Su padre comenzó a posicionarse como líder político nacional, y lo acompañó en sus campañas presidenciales de 1982 y 1986, siendo un adolescente en ese momento.

### Asesinato de Galán y exilio
En agosto de 1989, su padre fue asesinado por la mafia en complicidad con las autoridades colombianas y miembros del Partido Liberal, por lo que Galán suspendió sus estudios de educación media y sale del país con su familia por motivos de seguridad. Antes de su exilio, entregó las banderas de su padre al exministro César Gaviria Trujillo, quien fue el ganador de la elección presidencial en 1990. 
Realizó sus estudios universitarios en Ciencias Políticas en el Instituto de Estudios Políticos de París y se graduó como Magíster en Política Internacional en la escuela de Altos Estudios Internacionales de París, época durante la cual su madre fungió como embajadora en París. Como tema de tesis para obtener dicho título, Juan Manuel eligió la historia del Nuevo Liberalismo. Además de recibir mención sobresaliente en la academia[cita requerida] El Rojo de Galán, Nueva Manera de Hacer Política fue traducido al español por solicitud de Planeta, que lo publicó en 1997.
Posteriormente, viajó a Washington para realizar estudios de Maestría en Relaciones Internacionales y Seguridad en la Universidad de Georgetown. A pesar de no haber culminado sus estudios en Colombia, en 2018 recibió el grado de bachiller pedagógico honoris causa en el Instituto Pedagógico Nacional de Bogotá por la gestión en la ley que declara patrimonio histórico y cultural a esta institución. 

### Carrera profesional
Galán asumió en 1998 como Viceministro de la Juventud, que desempeñó hasta el año 2000, durante la presidencia de Andrés Pastrana, liderando proyectos como la feria dedicada al tema del trabajo juvenil "Expocamello" y los Consejos Municipales de Juventud que se popularizaron y obtuvieron gran acogida entre los jóvenes gracias a su difusión, que de manera innovadora se hizo utilizando medios tan directos y eficientes como la exitosa serie de TV "Francisco el Matemático".
Con la financiación del Banco Mundial, diseñó el proyecto Servicios Integrados Para Jóvenes, piloto en generación de políticas públicas de juventud puesto en marcha en Cartagena de Indias, Cúcuta, Bucaramanga, Cali, Palmira, Ibagué, Quibdó y San Juan de Pasto.[cita requerida] En mayo de 2000 fue nombrado Director del programa presidencial Colombia Joven, que aún lidera la política nacional de juventud.[cita requerida]
Luego, trabajó como analista de noticias internacionales para RCN Radio desde Washington.[cita requerida] Tras su llegada a Colombia, en marzo de 2003, entró a formar parte del equipo periodístico que acompaña en la mesa de trabajo a Juan Gossaín.[cita requerida] Viajó a Londres, donde desempeñó el cargo de Ministro Plenipotenciario, hasta 2005.

### Congresista de Colombia
En 2006 fue elegido Senador del Partido Liberal Colombiano para el periodo 2006-2010, formó parte de la Comisión Segunda del Senado y de la Comisión Asesora de Relaciones Exteriores. Durante un año fue el vocero del Partido Liberal en el Senado. Su conocimiento en relaciones internacionales le permitió realizar varios debates de control político, entre ellos la diplomacia paralela de las FARC, las relaciones con China, Francia y la Unión Europea, el estado de la demanda nicaragüense sobre San Andrés; y el acuerdo para el uso de bases militares colombianas por efectivos de los Estados Unidos.
En su condición de vocero de la oposición en el Senado al gobierno de Álvaro Uribe realizó varios debates de control político. El más importante de ellos relacionado con las ejecuciones extrajudiciales o falsos positivos. En este debate, realizado en Soacha (Cundinamarca), la cúpula militar pidió perdón a los familiares de las víctimas. Galán mostró que había condiciones estructurales que favorecían estas conductas, sin considerar que fuera una estrategia de combate deliberada de la Fuerza Pública. En ese mismo debate advirtió a la Fiscalía General de la Nación el riesgo de incurrir en “falsos positivos judiciales”, si ante la presión nacional e internacional se busca obtener resultados a toda costa.

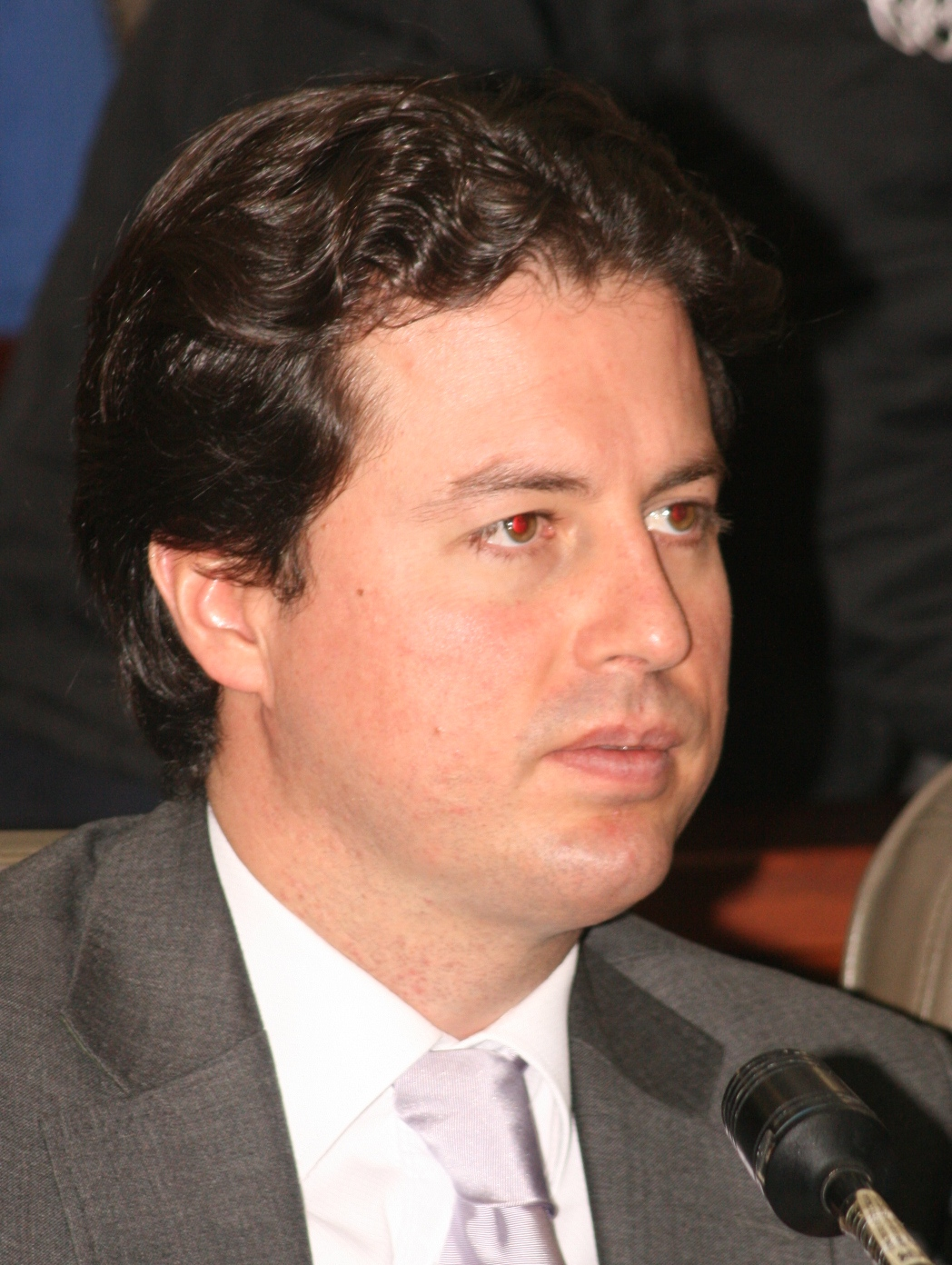
Galán en 2009.

Desde el año 2007 Juan Manuel Galán ha insistido en la necesidad de hacer un giro en la política antidroga colombiana, que reprime la oferta y el consumo. Para ello ha publicado varios artículos, columnas y hecho debates de control político en el Senado. Entre estos últimos se destacan los titulados “La Década Perdida contra el Narcotráfico" (26-08-2008) y “El falso dilema de la política antidrogas” (26-05-2009). En esta época radicó por primera vez el proyecto de ley para incorporar al Plan Obligatorio de Salud la adicción a las sustancias psicoactivas.
En 2009 gana el Directorio Distrital en Bogotá con 6.471 votos, siendo su lista al Congreso de Juventudes del partido la más votada en Bogotá. En el 2010 fue reelegido como senador con la segunda votación más alta de su colectividad para el período 2010-2014. Es miembro de la Comisión Primera Constitucional Permanente y de la Comisión de Ordenamiento Territorial. Además es Presidente del Directorio Liberal de Bogotá.
En este periodo senatorial, ha sido autor de dos proyectos de ley: uno de ellos con el propósito que la adicción sea reconocida como una enfermedad crónica, de alto costo y en consecuencia, se ofrezca atención dentro del sistema de salud (este proyecto debe culminar su trámite legislativo en el primer semestre de 2012). La otra iniciativa es la ley estatutaria de los servicios de inteligencia que establece controles a los organismos y protege funcionarios que realizan estas labores. Galán ha asumido un compromiso con el desarrollo de una política de seguridad fundamentada en los principios de monopolio de la fuerza por parte del Estado y el respeto a los derechos humanos.

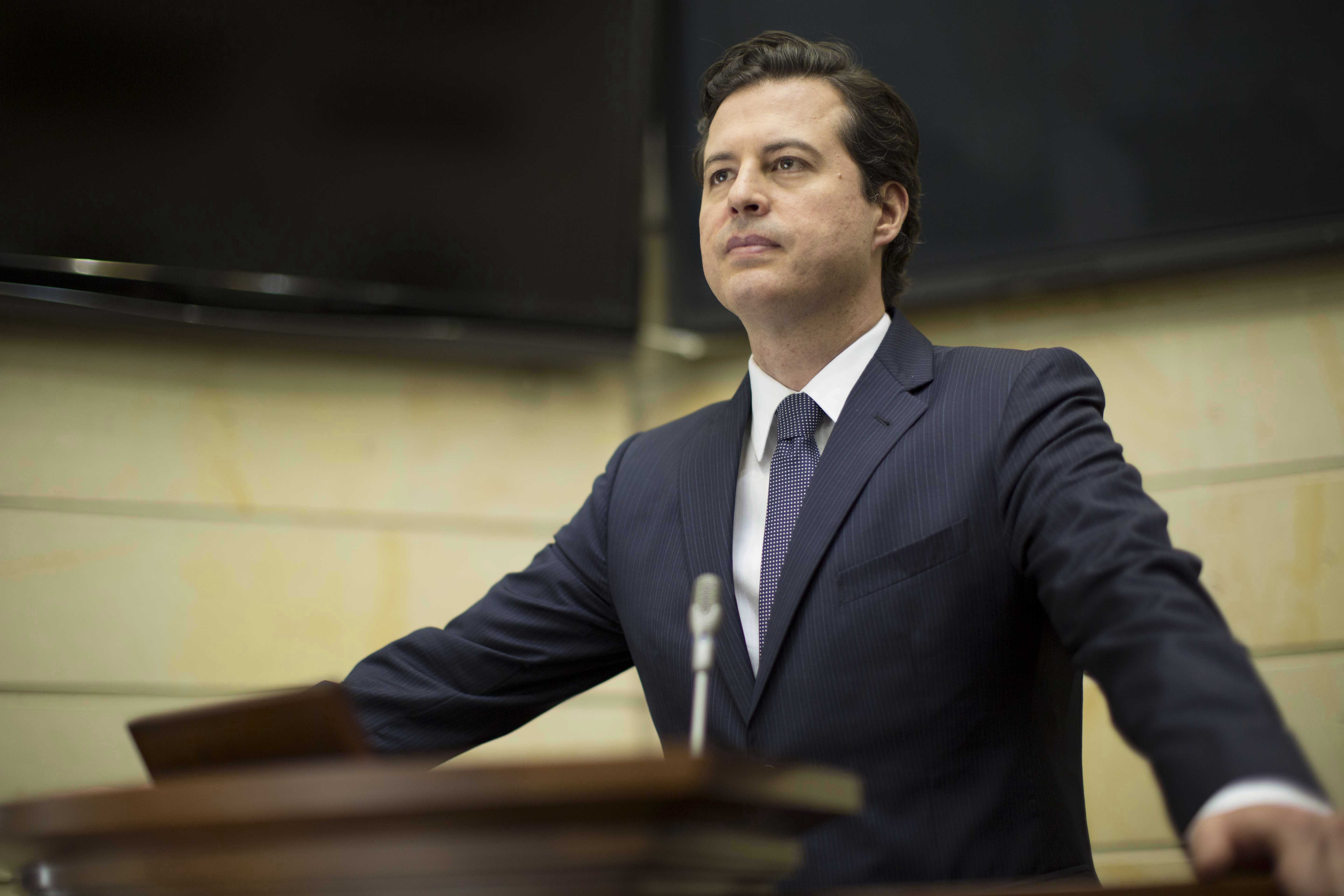
Galán en 2017.

El Senador Galán realizó el primer debate en el 2010 al Ministro de Agricultura Juan Camilo Restrepo advirtiendo sobre los enemigos de la restitución de tierras que calificó como los 4 jinetes de Apocalipsis (1. Terrateniente improductivo, 2. Grupos armados ilegales; 3. Narcotraficantes; y 4. Sectores de la clase política).
Como abanderado de la lucha contra la corrupción denunció las irregularidades del sistema carcelario y penitenciario colombiano. En este debate presentó testimonios y videos que demostraron la existencia de un mercado negro de bienes y servicios. También señaló el uso del fuero sindical para eludir la justicia, y la forma cómo el servicio de telefonía facilita la extorsión desde la cárcel.
En medio de las campañas para las elecciones regionales, Galán denunció la forma como los grupos armados ilegales, especialmente las BACRIM, estaban promoviendo candidatos para lograr la captura de los gobiernos locales. Denunció la presencia de candidatos con vínculos con los antiguos grupos paramilitares, develó la estructura de financiamiento y operatividad de las bandas y el mapa de riesgo.
En las elecciones legislativas de Colombia de 2014, Galán fue reelecto para un tercer periodo como senador de la república de Colombia con un total de 77.088 votos. A lo largo de su carrera ha representado los siguientes partidos: Partido Liberal Colombiano al que renunció en 2018.
El 24 de junio de 2025 anunció junto a Jorge Enrique Robledo y Sergio Fajardo (por Dignidad y Compromiso), y Ana Paola Agudelo (por MIRA), que harán coalición con el Nuevo Liberalismo de cara a las elecciones parlamentarias de 2026 bajo el nombre de ¡Ahora Colombia!.

## Familia

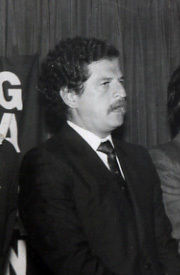
Su padre, Luis Carlos Galán, en 1981.

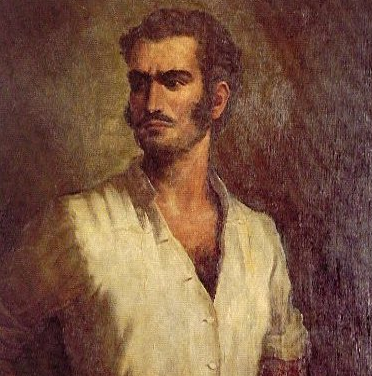
Su ancestro, el comunero José Antonio Galán.

Juan Manuel Galán es hijo del influyente político liberal y periodista Luis Carlos Galán Sarmiento, y de la también periodista Gloria Pachón Castro, siendo el mayor de los 3 hijos de la pareja. Sus hermanos menores son Carlos Fernando y Claudio Galán Pachón. Durante su juventud, Galán tuvo un affair con una de sus empleadas domésticas, Luis Carlos Galán Corredor, reconocido posteriormente por Galán y quien es su hijo mayor.
Su padre fue ministro de educación de 1970 a 1972, embajador en Italia de 1972 a 1976, concejal de Bogotá de 1980 a 1982, y candidato a la presidencia en 1982, 1986 y 1989. Fue asesinado por el Cartel de Medellín, por instigación del senador Alberto Santofimio Botero y por órdenes de Pablo Escobar y Gonzálo Rodríguez Gacha "El Mexicano". Por su parte, su madre es periodista y trabajó por varios años para el periódico El Tiempo. Los padrinos de bodas de sus padres fueron el entonces presidente Misael Pastrana Borrero y su esposa, María Cristina Arango Vega.
Su padre era hijo del empresario Mario Galán Gómez, abogado y presidente de Ecopetrol por casi 10 años, durante los años 60 y 70. Sus tíos son el ingeniero Antonio y el médico Augusto Galán Sarmiento; ambos políticos del liberalismo conocido como galanismo. Su tío Antonio es el padre del fallecido oficial del ejército de Colombia, Juan Carlos Galán Galán. Los Galán eran descendientes del prócer de la independencia José Antonio Galán, líder de la insurrección de los comuneros, a finales de la época colonial en Colombia. Así mismo, su padre y tíos eran primos y cuñados a su vez del abogado Alfonso Valdivieso Sarmiento, ministro de educación de Gaviria en 1990 a 1991, y 2° Fiscal General de Colombia.
Su madre, por su parte, era hija del periodista Álvaro Pachón de la Torre, amigo y socio de Guillermo Cano y columinsta en El Espectador, el segundo diario de Colombia. Su tía es la también periodista Maruja Pachón, casada con el político y diplomático Alberto Villamizar Cárdenas. Maruja fue secuestrada por Pablo Escobar en 1990 y liberada en 1991, y fue nombrada ministra de educación de 1993 a 1994 por el presidente Gaviria. Por esa línea, Juan Manuel es primo del economista Andrés Villamizar Pachón, vinculado por matrimonio al Canal RCN, y de la escritora Juana Uribe Pachón, vinculada al Canal Caracol.